# スーパーマンレッド/スーパーマンブルー
「スーパーマンレッド/スーパーマンブルー」（英: Superman Red/Superman Blue）は、1998年にDCコミックスから出版されたスーパーマンの分離を描いたストーリー展開である。

## 概要
最初のスーパーマンレッドとスーパーマンブルーは、レオ・ドルフマンとカート・スワンによって"Superman #162"（1963年7月）のイマジナリー・ストーリー「The Amazing Story of Superman-Red and Superman-Blue!」で登場した。スーパーマンはクリプトナイトの解毒剤を発明するために自ら実験体となった結果、2人に分裂してしまう。しかし、どちらも善のスーパーマンだったため、2人のスーパーマンは協力して様々な問題を解決していく。ついにはカンドールの人々のために惑星を作りクリプトンの復興に成功する。さらにロイス・レインとラナ・ラングそれぞれと結婚し、地球とクリプトン星で幸せな日々を送る。
次のスーパーマンレッドとスーパーマンブルーは、ダン・ユルゲンスとロン・フレンツによって"Superman vol. 2 #122"（1997年4月）の「The Kandor Connection」から始まった。太陽エネルギーをスーパーパワーの源とするスーパーマンは「デス・オブ・スーパーマン」で復活する際にエネルギー体になっており、「ファイナル・ナイト」後に力を消耗し、徐々に物理的に肉体を維持できなくなっていく。特製のスーツを身につけると青と白を基調にしたスーパーマンブルーとなった。サイボーグスーパーマンとの戦いでスーパーマンレッドとスーパーマンブルーに分裂する。ミレニアム・ジャイアントとの戦いの後、力尽きたスーパーマンレッドとスーパーマンブルーはスモールヴィルへ墜落、再び1人のスーパーマンに戻る。

## 書誌情報
| タイトル              | 収録内容 | 発売年    | ISBN           |
| --------------------- | --- | --------- | -------------- |
| Superman Transformed! | Action Comics #729,732 Adventures of Superman #542,545 Superman #119,122-123 Superman: Man of Steel #64,67                    | 1998年4月 | 978-1563894060 |
| Superman Blue         | Action Comics #732-734 Adventures of Superman #545-547 Superman #122-125 Superman: The Man of Steel #67-69 Superman Annual #9 | 2018年7月 | 978-1401280918 |